# Michel Delon
Pour les articles homonymes, voir Delon.
Œuvres principales
Casanova : Histoire de sa vie
Michel Delon, né à Paris en 1947, est professeur émérite de littérature française du XVIIIe siècle à l’Université Paris IV-Sorbonne. Il est spécialiste du siècle des Lumières, en particulier de l’histoire des idées et de la littérature libertine. Il est l’auteur de nombreux ouvrages sur cette époque et l’éditeur, notamment, du Dictionnaire européen des Lumières (1997) ainsi que des Œuvres de Sade, des Contes et romans et des Œuvres philosophiques de Diderot dans la Bibliothèque de la Pléiade.

## Biographie
Après des études de lettres à la Sorbonne et une agrégation de Lettres modernes, Michel Delon devient assistant à l’Université de Caen en 1973, puis maître de conférences à l’Université d'Orléans en 1981. Il obtient en 1985 le Doctorat d’État, sous la direction de Robert Mauzi, puis devient professeur à l’Université de Paris X Nanterre en 1988. Depuis 1997, il est professeur à l’Université de Paris IV-Sorbonne. 
En 2014, il fut commissaire d'exposition à la Fondation Martin Bodmer pour Sade, un athée en amour. Il collabore à de nombreux autres travaux.

## Télévision
Il participe ponctuellement à l'émission Secrets d'Histoire, présentée par Stéphane Bern. 
En 2015, il intervient notamment dans l'émission consacrée à Giacomo Casanova, intitulée Casanova, l'amour à Venise diffusée le 20 octobre 2015 sur France 2.
En 2016, il participe également à l'émission consacrée à Madame du Barry, intitulée La Du Barry : coup de foudre à Versailles diffusée le 15 novembre 2016 sur France 2.

## Distinctions et récompenses
- 1987 : Chevalier des palmes académiques[réf. nécessaire]
- 1992 : Prix de romanistique Hugo Friedrich - Erich Koehler (Université de Fribourg-en-Brisgau)[réf. nécessaire]
- 2001 : Prix de la ville de Saumur pour Le savoir-vivre libertin[réf. nécessaire]
- 2009 : Élection comme membre étranger de l'Académie royale du Danemark[réf. nécessaire]
- 2012 : Prix de l'Académie des sciences morales et politiques pour Le principe de délicatesse[réf. nécessaire]
- 2012 : Élection comme membre étranger de l'Académie des sciences de Turin, section des sciences historiques, morales et philologiques[réf. nécessaire]
- 2013 : Prix Gay-Lussac Humboldt[3] par la Fondation Alexander von Humboldt
- 2014 : Chevalier de la légion d'honneur[4]
- 2014 : Prix littéraire Paris-Liège.[réf. nécessaire]

## Sélection de publications
Une liste plus complète est disponible sur le site de l’université Paris-IV Sorbonne.
Monographies
- L'Idée d'énergie au tournant des Lumières (1770-1820), Paris, PUF, coll. Littératures modernes, 1988.
- Les Liaisons dangereuses de Laclos, Paris, PUF, coll. Etudes littéraires, 1986.
- La Littérature française du XVIIIe siècle, avec Pierre Malandain, Paris, PUF, coll. Premier cycle, 1996.
- L'Invention du boudoir, Paris, Zulma, coll. Grains d’orage, 1999.
- Le Savoir-vivre libertin, Paris, Hachette-Littératures, 2000. (Rééd., coll. Pluriel, 2004).
- Album de la Pléiade : Denis Diderot, bibliothèque de la Pléiade, éditions Gallimard, 2004
- Casanova, histoire de sa vie, Paris, Gallimard, coll. « Découvertes Gallimard/Littératures » (no 578), 2011.
- Le Principe de délicatesse : libertinage et mélancolie au XVIIIe siècle, Paris, Albin Michel, 2011.
- Diderot cul par-dessus tête, Paris, Albin Michel, 2013.
- Diderot et ses artistes, Paris, Gallimard, coll. « Découvertes Gallimard Hors série », 2013.
- Sade, un athée en amour, Paris, Albin Michel, 2014.
- Album de la Pléiade : Casanova, bibliothèque de la Pléiade, éditions Gallimard, 2015.
- La 121e journée : L'incroyable histoire du manuscrit de Sade, Albin Michel, 2020.
- L’Idée d’énergie au tournant des Lumières (1770-1820), Paris, Classiques Garnier, coll. « L'Europe des Lumières », 2023.

Éditions d’ouvrages de critique
- Le Regard et l’Objet. Diderot critique d’art, éd. avec Wolfgang Drost, Heidelberg, Winter, 1989.
- Dictionnaire européen des Lumières, Paris, PUF, 1997. (Éd. anglaise, 2001 ; rééd. coll Quadrige, 2007.)
- Sade en toutes lettres. Autour d’Aline et Valcour, éd. avec Catriona Seth. Paris, Desjonquères, 2004.
- Histoire de la France littéraire, vol. 2 : Classicismes, éd. avec Jean-Charles Darmon. Paris : PUF, coll. Quadrique, 2006.

Éditions de référence de textes du XVIIIe siècle
- Sade, Œuvres, Paris, Gallimard, Bibl. de la Pléiade, 3 tomes, 1990-1995.
- Diderot, Ruines et paysages, Salon de 1767, et Héros et martyrs. Salons de 1769, 1771, 1775 et 1781, éd. avec Else M. Bukdahl et Anne Lorenceau, Paris, Hermann, 1995.
- Anthologie de la poésie française du XVIIIe siècle, Paris, Gallimard, coll. Poésie, 1997.
- Diderot, Contes et romans, Paris, Gallimard, Bibl. de la Pléiade, 2004.
- Mémoires de Suzon, sœur de D.. B….. et La Messaline française, dans : Romanciers libertins du XVIIIe siècle, sous la direction de Patrick Wald Lasowski, tome II, Paris, Gallimard, Bibl. de la Pléiade, 2005.
- Sade, Voyage d'Italie, Paris, Flammarion, 2019.

D'autres éditions de textes du XVIIIe siècle
- Restif de La Bretonne, Les Nuits de Paris, préface de, Jean Varloot, Paris, Gallimard, coll. Folio, 1986.
- Révéroni Saint-Cyr, Pauliska, ou la Perversité moderne, Paris, Desjonquères, 1991.
- Louvet de Couvray, Les Amours de Faublas, Paris, Gallimard, coll. Folio, 1996.
- Choderlos de Laclos, Les Liaisons dangereuses, Paris, Livre de poche classique, 2002.
- Sénac de Meilhan, L’Emigré, Paris, Gallimard, coll. Folio, 2004.
- Le XVIIIe siècle libertin. De Marivaux à Sade, Citadelles et Mazenod, 2012.
- Casanova, Mes Années vénitiennes, Citadelles et Mazenod, 2018.

## Sources
- Berchtold, Jacques et Pierre Frantz (édit.), L’Atelier des idées. Pour Michel Delon, Paris, PUPS. Presses de l’université Paris-Sorbonne, coll. « Lettres françaises », 2017, 734 p. Ill.  (ISBN 979-10-231-0570-4)